# Седлачек, Йозеф
Йозеф Седлачек (чеш. Josef Sedláček; 15 декабря 1893, Вена — 15 января 1985) — австрийский и чехословацкий футболист, игравший на позиции правого крайнего нападающего.
Выступал, в частности, за клуб «Спарта» (Прага), а также национальную сборную Чехословакии. Участник двух Олимпийских игр. Четырехкратный чемпион Чехословакии.

## Клубная карьера
Начинал карьеру в клубе «Бубенец», после чего перебрался в клуб «Олимпия» VII (Прага). В 1914 году был мобилизован в армию, принимал участие в Первой мировой войне, осенью того же года у Люблина был ранен в бедро. После госпиталя вернулся на фронт и вскоре около города Гориция, после попадания шрапнели, получил тяжелую травму предплечья. Во время операции ему вырезали часть голени и пересадили на предплечье. Несмотря на столь серьезные ранения, Седлачик вернулся в футбол. Хотя в первой послевоенное игре после неудачного падения снова попал в больницу. Чтобы уменьшить риск травм, перед выходом на поле подкладывал вату на предплечье и надевал специальные щитки на ноги.
В 1917 году перешел в состав клуба «Виктории» (Жижков), а уже через год играл в составе «Славии». Со «Славией» стал чемпионом первого послевоенного чемпионата 1918 года. Забил 20 голов из 54 забитых командой в чемпионате.
Осенью 1918 года перешел в «Спарту» (Прага), цвета которой защищал в течение восьми последующих лет. Выиграл с командой много национальных трофеев. В 1925 году получил перелом ноги, после которого не играл девять месяцев. В конце концов вернулся на поле и шестью голами в 13 матчах помог команде одержать первый титул чемпиона недавно созданной профессиональной лиги в 1926 году.
Умер 15 января 1985 года на 92-м году жизни.

## Выступления за сборные
В 1917 году сыграл свой единственный матч за национальную сборную Австрии. Отметился забитым голом.
В 1920 году дебютировал в официальных матчах в составе сборной Чехословакии. Всего в форме главной команды страны провел 14 матчей, забив 7 голов.
В составе сборной был победителем Межсоюзнических игр 1919 в Париже, участником футбольного турнира на Олимпийских играх 1920 в Антверпене, футбольного турнира на Олимпийских играх 1924 в Париже.

## Титулы и достижения
- Чемпион Середнечешской лиги:

«Славия» (Прага): 1918
- Чемпион Чехословакии (3):

«Спарта» (Прага): 1919, 1922, 1925—1926
- Чемпион Середнечешской лиги (5):

«Спарта» (Прага): 1919, 1920, 1921, 1922, 1923
- Обладатель Середнечешского кубка (5):

«Спарта» (Прага): 1918, 1919, 1920, 1923, 1924